# Wiehre
Die Wiehre ist ein Stadtteil von Freiburg im Breisgau, der sich südlich der Altstadt auf der gegenüberliegenden Seite der Dreisam erstreckt.
Der Stadtteil wird nach Westen durch die Rheintalbahn Karlsruhe – Basel, nach Norden durch die Dreisam, nach Osten durch den Stadtteil Waldsee und im Süden durch den Sternwald am Bromberg und die Ausläufer des ebenfalls zu Freiburg gehörigen Dorfes Günterstal, den Nachbarort Merzhausen und den Stadtteil Vauban (von Ost nach West) begrenzt. Die Günterstalstraße, die alte Landstraße nach Günterstal, die an der Kaiserbrücke über die Dreisam beginnt, durchschneidet die Wiehre.
Der Stadtteil Wiehre besteht aus den vier Stadtbezirken 421 Oberwiehre, 422 Mittelwiehre, 423 Unterwiehre-Nord und 424 Unterwiehre-Süd.
Die Grenze zwischen den Bezirken Ober- und Mittelwiehre bilden Hilda- und Quäkerstraße, zwischen Mittel- und Unterwiehre die Günterstalstraße mit der Straßenbahnlinie 2. Die beiden Bezirke der Unterwiehre werden (von Ost nach West) durch Loretto-, Christoph-Mang- und Basler Straße abgegrenzt.

## Geschichte

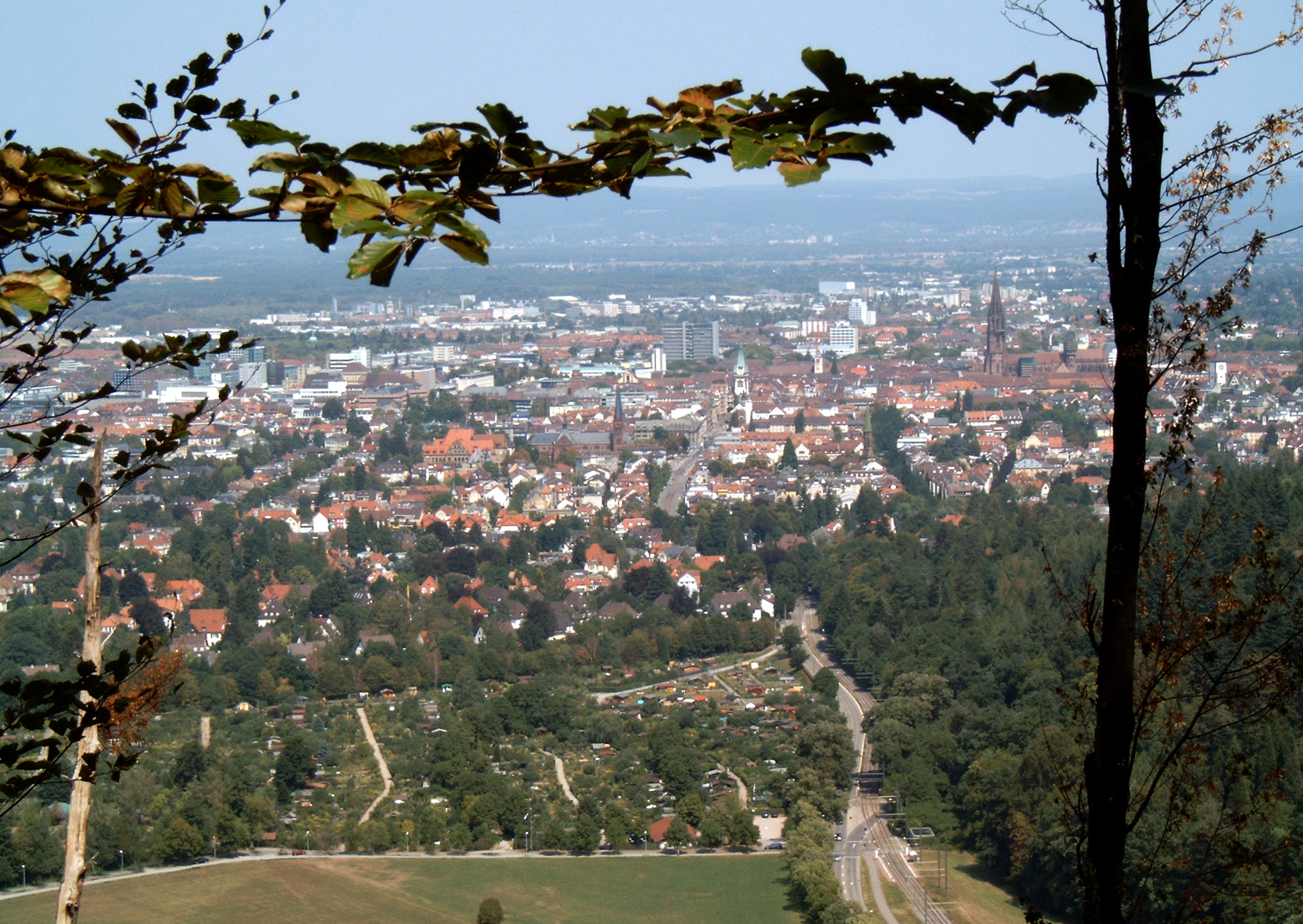
Mittel- und Unterwiehre mit Johanneskirche (Mitte)

Der Name Wiehre kommt von „Wehre“, mit denen auf dem Gebiet der heutigen Oberwiehre die Dreisam aufgestaut wurde, um trockenes Land zu gewinnen. Die Wiehre wurde als Flurbezeichnung im Jahr 1008 erstmals in einer Urkunde des Deutschen Königs Heinrich II. für den Basler Bischof erwähnt. Auf ihr lag das Dorf Adelhausen, das jedoch aufgrund seiner exponierten Lage vor den Stadtmauern Freiburgs bei jedem der zahlreichen Angriffe auf die Stadt geplündert und völlig zerstört wurde. Das dort gelegene Frauenkloster wurde deshalb unter Beibehaltung des Namens in die südlich der Freiburger Altstadt gelegene Schneckenvorstadt verlegt.
Ein sogenanntes Leprosorium für Leprakranke wurde erstmals 1251 erwähnt und 1632 zerstört. Es soll an der heutigen Kronenstraße, Ecke Basler Straße, in der Unterwiehre gelegen haben. 2020 und 2021 wurden bei Bauarbeiten an der Kronenstraße in zweiter Reihe fast 400 Skelette gefunden, die auf einen Leprafriedhof hindeuten. Auch Reste eines Gebäudes befinden sich in der Erde, denn die Funde bleiben im Boden.
Mit dem zunehmenden Wachstum der Stadt Freiburg wurde die Wiehre (damals auch noch „Wühre“ geschrieben) bereits 1826 ins Stadtgebiet eingemeindet und zunächst zögerlich bebaut. Neben landwirtschaftlichen Gebäuden entstand entlang der Dreisam ein kleines Gewerbegebiet mit Handwerksbetrieben und einer kleinen Brauerei. Erst mit dem wirtschaftlichen Aufschwung im Großherzogtum Baden Mitte des 19. Jahrhunderts, als in Freiburg Bedarf an Baugrund für mittlere Stadtvillen und gehobene Stadthäuser einer neu entstehenden Bürgerschicht entstand, plante man auf dem Gebiet der Wiehre ein großbürgerliches Wohnviertel. Zu den Bauherren gehörten viele Rentner aus Nordbaden und dem Ruhrgebiet. Das Ruhrgebiet wurde damals öfter von Choleraepidemien heimgesucht. Wohlhabende suchten sich in Freiburg einen Zweitwohnsitz. Durch die Lage war die Trinkwasserversorgung in Freiburg vor Seuchen relativ sicher.
Ihrer Bequemlichkeit und ihrem Einfluss ist es zu verdanken, dass die Wiehre einen Bahnhof an der Höllentalbahn erhielt, die damals am Südrand der Bebauung verlief. Der Bahnhof wurde auch von der Brauerei Ganter genutzt, die um 1888 das Gelände einer alten Ölmühle an der Dreisam bezog und durch mehrfache Erweiterungen zur größten Brauerei Südbadens wurde. Die brauereieigenen Eisenbahnwagen wurden im Bahnhof Freiburg-Wiehre auf Lastwagen umgesetzt und dann zur Brauerei gefahren.
Im Osten der Stadt ließ der Knopffabrikant Jeremias Risler 1868 die erste geschlossene Arbeitersiedlung Badens errichten, die heute noch bestehenden Knopfhäusle. Zur seelsorgerlichen und sozialen Betreuung der Arbeiter wurde 1885 bis 1889 die Kapelle Maria Hilf erbaut, der eine Schwesternstation angegliedert war (heute als Maria Schutz Gottesdienstraum für verschiedene christlich-orthodoxe Kirchengemeinden). Die rasche Ausdehnung der Wiehre nach Osten in die Obere Wiehre durch Ansiedlung von bürgerlichen Bewohnern bewirkte, dass diese Kapelle bald zu klein wurde. Deshalb wurde nicht weit davon 1927 bis 1929 die neue Kirche Maria Hilf erbaut. Zuvor schon waren dort von 1905 bis 1907 das „großherzoglich badische Lehrerseminar“, das heutige Lycée Turenne, und 1915 die Volksschule Oberwiehre, seit 1920 Emil-Thoma-Schule, entstanden.
Ende des 19. Jahrhunderts wurden zwei stadtbildprägende Kirchen für die rasch wachsende Bevölkerung errichtet. Die katholische Johanneskirche, vereinzelt wegen ihrer städtebaulichen Wirkung „Wiehredom“ genannt, wurde auf dem Gelände des bis dahin dort stehenden Gaswerks am östlichen Rand der Unterwiehre, Ecke Güntertal-/Baslerstraße, erbaut. Die nach der Ludwigskirche zweite evangelische Kirche Freiburgs, die Christuskirche, wurde nicht weit davon in der Mittelwiehre für die durch den Zuzug aus Nordbaden gewachsene evangelische Gemeinde errichtet. Ebenfalls um die Jahrhundertwende zum 20. Jahrhundert wurde der in die Wiehre hineinragende Lorettoberg mit prachtvollen Villen bebaut. Auch das katholische Loretto-Krankenhaus ließ sich dort nieder. In der Seminarstraße 22 befindet sich seit 1960 die Neuapostolische Kirche.
Bis in die 1920er Jahre wurden die Straßen in Richtung Süden verlängert und wuchs die Wiehre weiter. Die Trasse der Höllentalbahn erwies sich dabei immer mehr als Hindernis, weswegen sie 1933 und 1934 nach Süden verlegt wurde und nun die südliche Grenze der Wiehre bildet. Dafür mussten zwei Tunnel, der Sternwaldtunnel und der Lorettobergtunnel, gebaut werden. Die alte Trasse ist im Stadtbild bis heute zu erkennen, da man in den 1950er-Jahren dort eine vierspurige Autoschnellstraße erbauen wollte. Das ehemalige Empfangsgebäude des alten Bahnhofs existiert ebenfalls noch und ist heute ein kleines Kulturzentrum (Kommunales Kino Freiburg). Auch zwei Bahnwärterhäuschen sind noch erhalten, von denen eines seit 2019 Teil einer Kindertagesstätte ist. Zwischen 1933 und 1937 wurde südlich der Trasse der Höllentalbahn die Häuser an der Straße Auf der Hardt errichtet.
Während des Dritten Reiches war die Wiehre das Zentrum des Widerstands in Freiburg. Die aus Wirtschaftswissenschaftlern bestehende ordoliberale Widerstandsgruppe Freiburger Kreis (NS-Zeit) traf sich in einem Bürgerhaus nahe der Christuskirche, um dort Pläne für ein Deutschland nach Hitler zu schmieden. Auch der katholisch orientierte „Freiburger Kreis“ gleichen Namens um den Dichter Reinhold Schneider, der in der Wiehre (Mercystraße) wohnte, und um Karl Färber wirkte weit über Freiburg hinaus.
Vom Zweiten Weltkrieg blieb die Wiehre weitgehend verschont, lediglich in Innenstadtnähe wurden einige Häuser beschädigt.
Nach dem Krieg wurden weitere kleinere Baugebiete am südlichen Rand des Stadtteils erschlossen und bebaut; westlich der Merzhauser Straße wurden zahlreiche Wohnungen für die Angehörigen der französischen Streitkräfte, die als Besatzungstruppen in der nahegelegenen Vauban-Kaserne stationiert waren, errichtet. Von Bausünden blieb das Viertel weitgehend verschont.
In der Nachkriegszeit wuchs vor allem der Straßenverkehr, die Dreisamuferstraßen wurden zu doppelspurigen Durchgangsstraßen als Fortsetzung des Autobahnzubringers Freiburg-Mitte ausgebaut, die auch den Verkehr der Bundesstraße 31 aufnehmen. Geplant ist, durch den Bau des Freiburger Stadttunnels einen Teil des Verkehrs unterirdisch zu verlagern. Das Projekt wurde 2015 in den Bundesverkehrswegeplan 2030 aufgenommen. Ob die damit verfolgten Ziele erreicht werden können, ist umstritten.
Ende 2022 wurden an der B 31 zwischen Kronenstraße und Goethestraße zwei Gebäude mit Wohn- und Gewerbeeinheiten fertiggestellt. Bei den archäologischen Untersuchungen im Zuge der Bauarbeiten wurde ein mittelalterlicher Leprafriedhof entdeckt; insgesamt fanden sich Überreste von mehr als 500 Bestattungen. Der wissenschaftliche Wert der Funde wird als hoch eingestuft, das ehemalige Gutleuthaus gilt durch die Grabungen bundesweit als eines der bestdokumentierten.

## Leben in der Wiehre

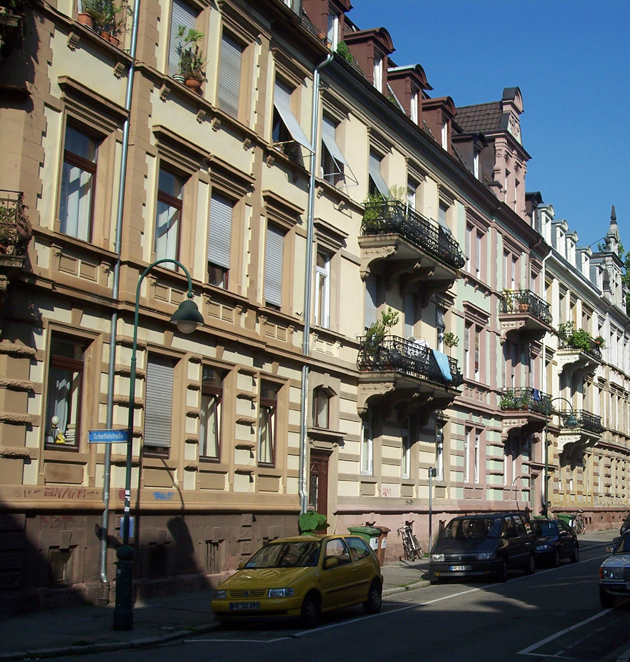
Eine typische Häuserfront in der Wiehre

Teile der Wiehre – die gesamte Mittelwiehre und die östlichen Teile der Unterwiehre – sind heute ein sehr beliebtes Wohngebiet, vor allem wegen ihres reichen Altbaubestandes, der vergleichsweise ruhigen Straßen und der attraktiven Lage zwischen dem Stadtzentrum und grünen Stadtrandgebieten.
Schon aufgrund der hohen Miet- und Grundstückspreise ist die Wiehre primär ein Wohngebiet der Akademiker und der oberen Mittelschicht. Die Bebauung besteht zum großen Teil aus Villen, Stadthäusern und großen Mietshäusern mit großzügigen Wohnungen. Innerhalb der Wiehre gibt es einige kleine Läden, häufig aus dem ökologisch-alternativen Bereich, Geschäfte und ein paar Kneipen. Das historische Subzentrum um den alten Bahnhof Freiburg-Wiehre existiert bis heute, dort findet auch ein Wochenmarkt statt. Die Haupteinkaufsstraße ist die relativ stark befahrene Günterstalstraße, die die Stadt Freiburg über Günterstal mit dem Schauinsland verbindet. Der Straßenverkehr ist durch die Einrichtung einer Reihe von Einbahnstraßen in den letzten Jahren zusätzlich beruhigt worden.
Viele Studentenverbindungen unterhalten ihre oft traditionsreichen Häuser in der Wiehre.
Insbesondere der alte, geschlossene Baubestand, die Nähe zum Stadtrand und gleichzeitig zur Innenstadt sowie die relative Ruhe sind klare Vorzüge der Wiehre. Diese Charakterisierung trifft für große Teile der Wiehre zu; allerdings gibt es auch Gebiete, die diesem Eindruck nicht entsprechen. Zwischen dem erwähnten Wohngebiet für die französischen Militärangehörigen und der Vauban-Kaserne am südlichen Stadtrand entstand ein kleines Gewerbegebiet. Am Kronemühlenbach besteht ebenfalls ein solches Gewerbegebiet; nicht weit davon in der Freiau gab es eine Arbeitersiedlung, deren größerer Teil Opfer der Verkehrsplanung der 1960er/1970er Jahre wurde.
Zwei Bürgervereine auf dem Gebiet der Wiehre kümmern sich um die Belange der Bevölkerung: der Bürgerverein Oberwiehre-Waldsee e. V. für den östlichen Teil der Wiehre und die benachbarten Stadtteile Waldsee und Oberau und der Bürgerverein Mittel-Unterwiehre e. V. für die westliche Wiehre.
Auf dem Gelände des Bahnbetriebswerkes in der Unterwiehre befindet sich die KTS, ein „Kulturtreff in Selbstverwaltung“ der Autonomen Szene.

## Infrastruktur

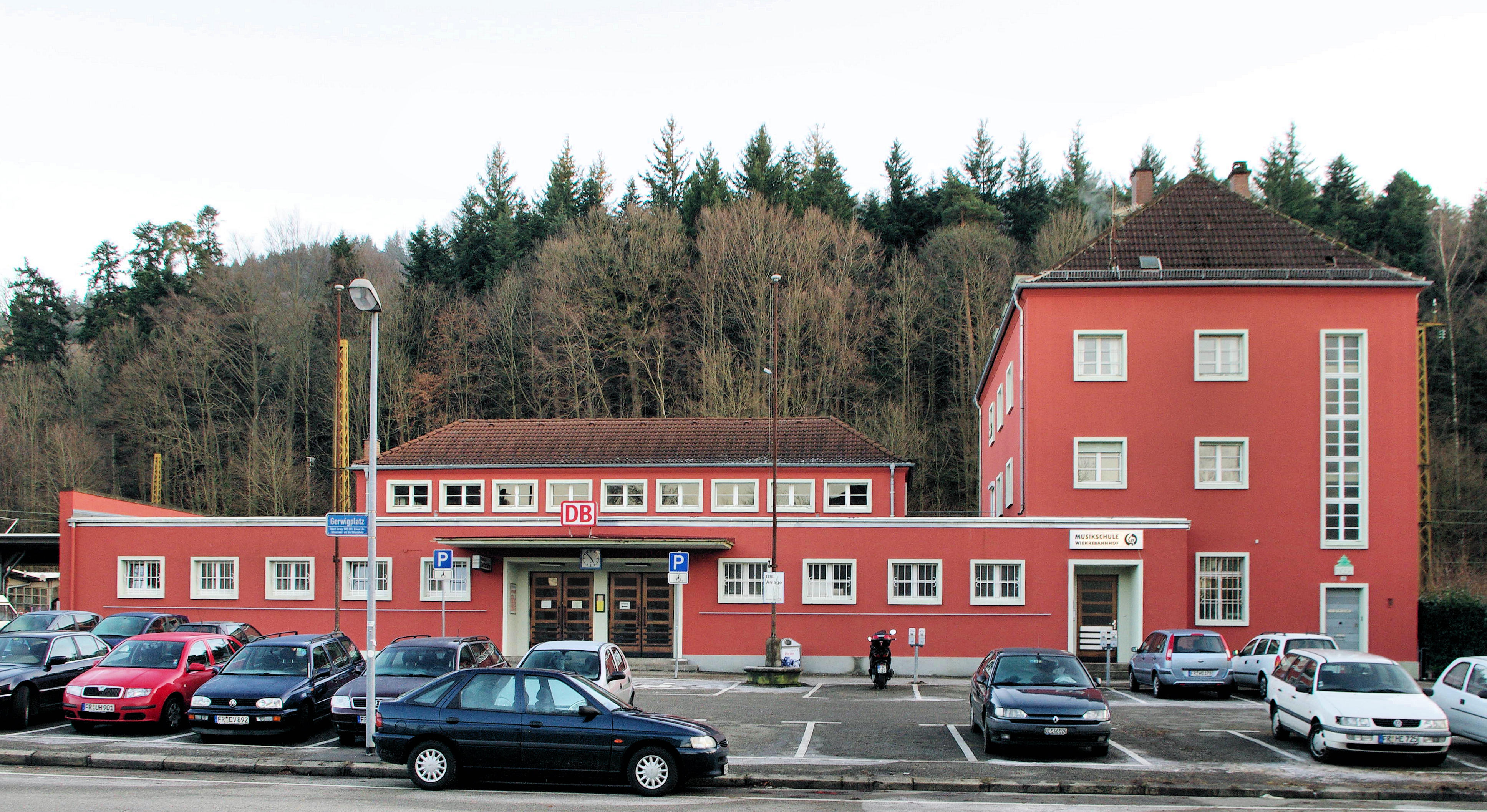
Das Empfangsgebäude des neuen Bahnhofs Freiburg-Wiehre an der Höllentalbahn von 1934

### Verkehr
Der Bahnhof Freiburg-Wiehre an der Höllentalbahn (Freiburg (Breisgau) Hbf–Titisee–Neustadt (Schwarzw)–Donaueschingen) verbindet den Stadtteil im Halbstundentakt (tagsüber) mit dem Schwarzwald und dem Freiburger Hauptbahnhof, wo Anschlüsse an die Breisgau-S-Bahn und den Regional- und Fernverkehr der Deutschen Bahn bestehen.
Die Straßenbahnlinien 2, 4 und 5 der Freiburger Verkehrs AG (VAG) verbinden die Wiehre mit der Innenstadt, Günterstal und Brühl sowie den Neubaugebieten Vauban und Rieselfeld. Außerdem tangieren die Buslinie 11 und Regionalbuslinien Richtung Süden die Unterwiehre.
Für den Radverkehr führt neben dem FR 1 entlang der Dreisam der FR 6 die Basler Straße entlang zur Kronenbrücke. Der FR 7 führt nach Merzhausen und weiter ins Hexental und der FR 8 über die Lorettostraße, die alte Trasse der Höllentalbahn und den Schützenalleetunnel nach Littenweiler und Kappel und weiter nach Kirchzarten.

### Bildung und Forschung
Die Wiehre ist gut mit Kindergärten versorgt. Auch Grundschulen stehen wohnortnah ausreichend zur Verfügung: in der Oberwiehre die Emil-Thoma-Grundschule, in der Mittelwiehre die Turnseeschule (mit Hauptschule), in der Unterwiehre die Lorettoschule sowie die Grundschule des privaten Montessori Zentrum Angell Freiburg. Realschulen sind die Emil-Thoma-, die Lessing-Realschule sowie die Realschule des "Montessori Zentrum Angell". Im Gebäude der Lessingschule ist auch eine Förderschule untergebracht.

Das Rotteck-Gymnasium und das Gymnasium des privaten Montessori Zentrum Angell sind allgemeinbildende Gymnasien, das Walter-Eucken-Gymnasium ermöglicht einen kaufmännisch orientierten gymnasialen Bildungsgang. Auch die St. Ursula-Schulen in der Hildastraße mit ernährungswissenschaftlichem und sozialwissenschaftlichem Gymnasium und die Angell Akademie an der Kronenbrücke mit Wirtschaftsgymnasium, sozialwissenschaftlichem Gymnasium und kaufmännischen Berufskollegs bieten beruflich orientierte Bildung. Im denkmalgeschützten Schulgebäude an der Kirchstraße sind Teile der Gertrud-Luckner-Gewerbeschule untergebracht.

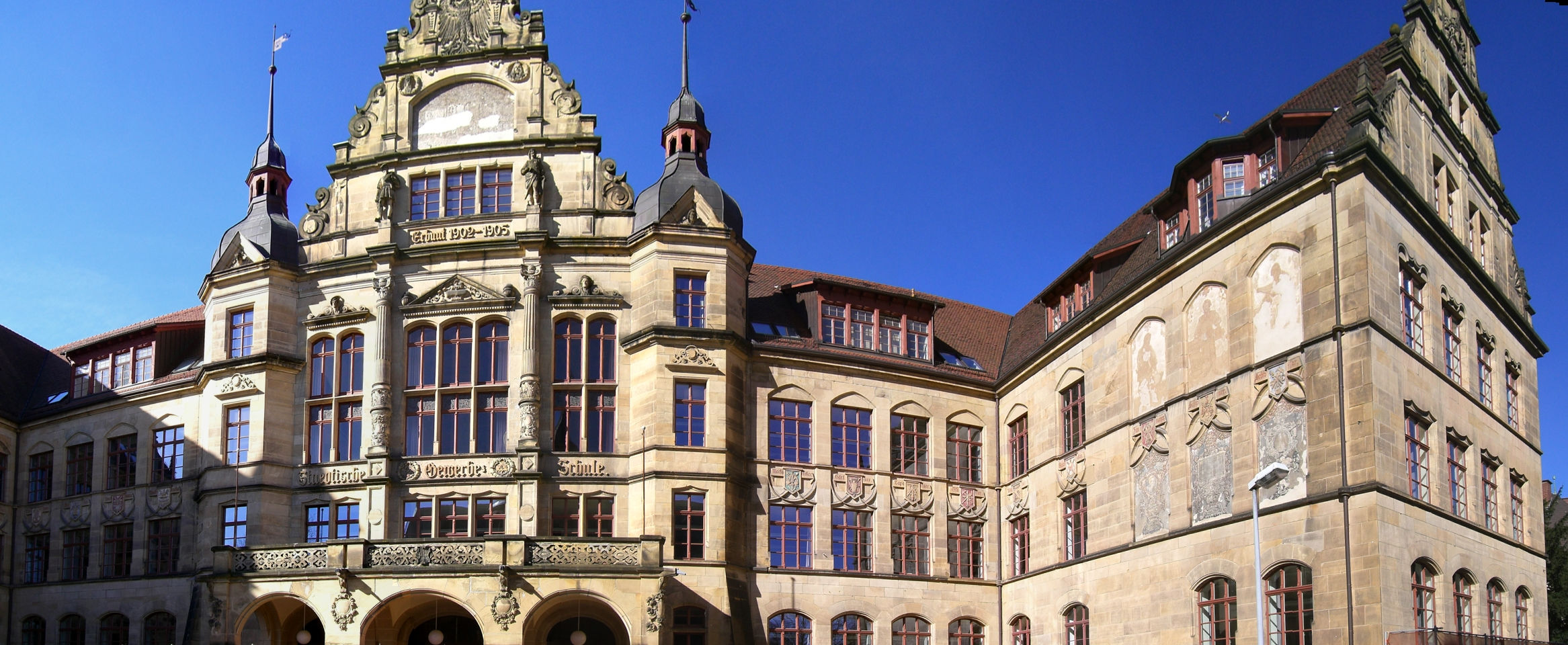
Gertrud-Luckner-Gewerbeschule Freiburg

 Die Lessing-Förderschule ergänzt das Bildungsangebot. Außerdem gibt es einige Privatschulen, von denen das Montessori-Zentrum Angell und die Waldorfschule das breiteste Bildungsangebot machen. Die Schule des Jugendhilfswerks (JHW) bietet Grund- und Realschulbildung.
Am südlichen Rand des Stadtteils, am Sternwaldeck, befindet sich das renommierte Max-Planck-Institut zur Erforschung von Kriminalität, Sicherheit und Recht, nicht weit davon das Corpus Vitrearum Deutschland, ein Forschungszentrum für mittelalterliche Glasmalerei. Im Südwesten der Unterwiehre befindet sich an der Merzhauser Straße das Staatliche Weinbauinstitut Freiburg mit eigenen Weinbergen des angegliederten Staatsweinguts Freiburg am dortigen Schlierberg, dem Westhang des Lorettoberges. Daneben fand in einem neuen Holzbau 2014 der Badische Landwirtschaftliche Hauptverband eine neue Bleibe.

### Wirtschaft
In der Unterwiehre befinden sich zwei kleinere Gewerbegebiete, und zwar die Kronenmatten zwischen der Kronenstraße und der Heinrich-von-Stephan-Straße und – weiter südlich – im Bereich Oltmannsstraße der Büropark Merzhauser Straße. In der Nähe, in der Wippertstraße ⊙, befand sich bis Februar 2016 das Technologiezentrum Freiburg Georg Salvamoser (TZF) für Existenzgründer unter der Federführung der Freiburg Wirtschaft Touristik und Messe GmbH & Co. KG. In der Unterwiehre an der Heinrich-von-Stephan-Straße auf dem Gelände des früheren Postbahnhofs wurde 2015 der Grundstein für ein neues Quartier mit Büros, Hotel, Gastronomie und einer Kindertagesstätte für 150 Millionen Euro gelegt. Dort hat unter anderen das Freiburger Raddienstleistungsunternehmen Jobrad seinen Sitz.

### Behörden und Institutionen
Seit 2019 ist in der Basler Straße 2 an der Johanneskirche das Studierendenwerk untergebracht. Bis November 2017 war hier der Bürgerservice der Stadt. Er wurde in das Rathaus im Stadtteil Stühlinger verlegt.
In der Unterwiehre-Nord an der Heinrich-von-Stephan-Straße befindet sich nach einer zwischenzeitlichen Unterbringung in der ehemaligen Oberpostdirektion die Staatsanwaltschaft Freiburg, die wegen der Sanierung des Gebäudes am Holzmarkt umziehen musste. Hier ist nun auch die Errichtung eines weiteren zentralen Gerichtssaales für die Durchführung auch überregionaler Großprozesse geplant, nachdem die Kapazität des bestehenden zentralen Gerichtssaales in Stuttgart-Stammheim nicht mehr ausreicht. Nach Beginn der langjährigen Sanierung des Palais Sickingen als Sitz des Landgerichts Freiburg ab Juli 2024 sollen auch dessen Sitzungssäle dort untergebracht werden. In der Nähe liegen das Polizeirevier Freiburg-Süd und das Regionalzentrum der Deutschen Rentenversicherung. 
An der Wonnhalde befindet sich die Forstliche Versuchs- und Forschungsanstalt Baden-Württemberg.

### Sonstiges

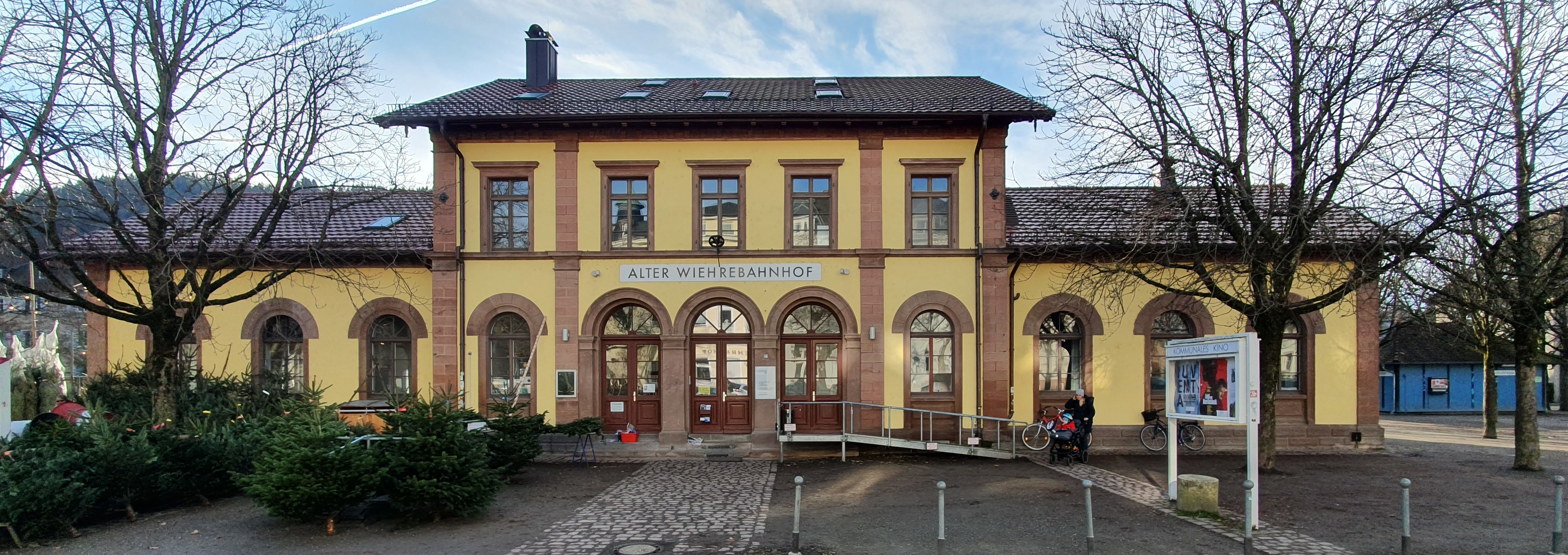
„Alter Wiehrebahnhof“, ehemaliges Empfangsgebäude der Höllentalbahn heute Kulturzentrum

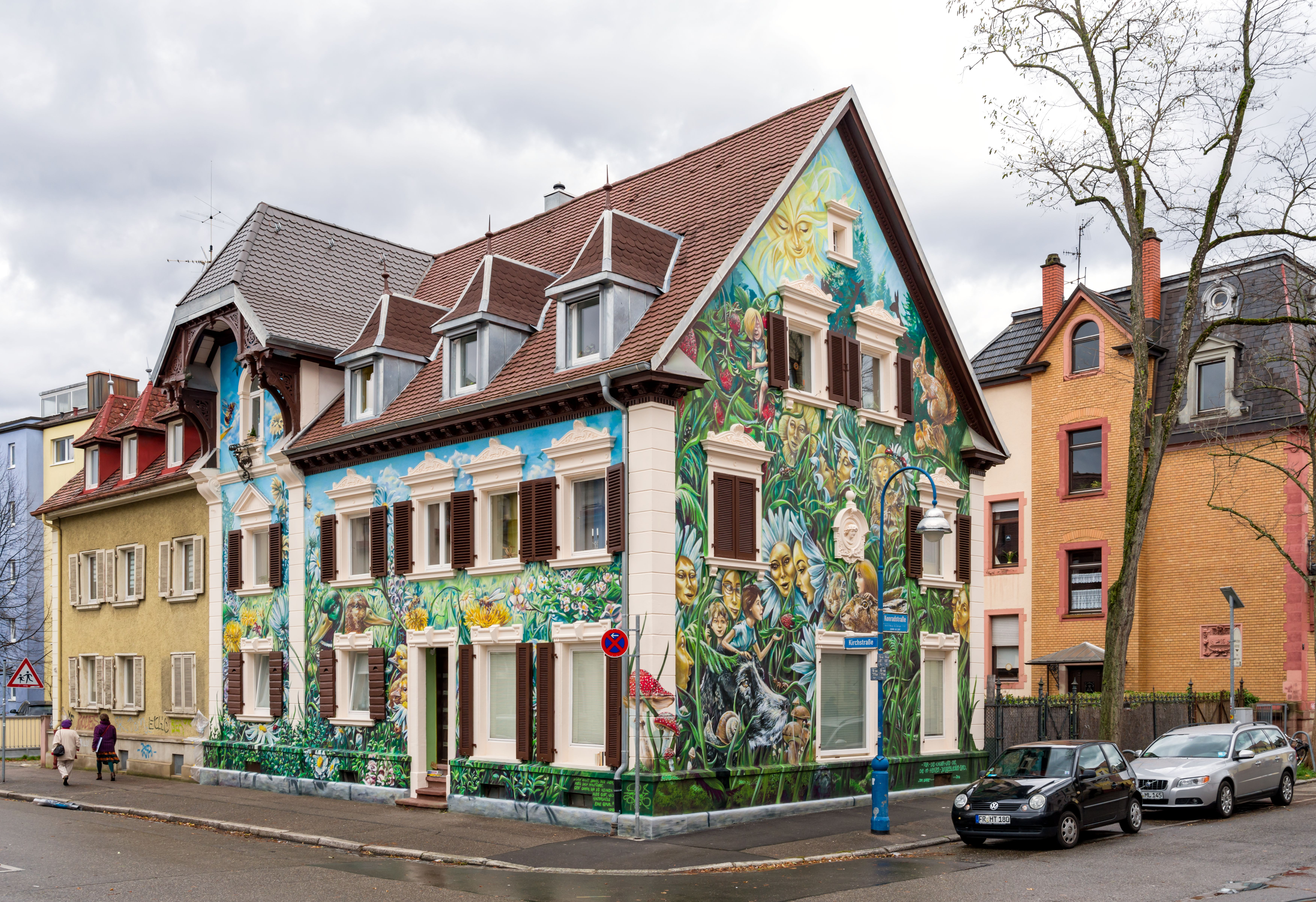
Das Graffiti-Haus in der Wiehre. Das Kunstwerk ist von Tom Brane im Herbst 2016 geschaffen worden

Am Fuß des Lorettobergs steht eine der größten Kliniken der Stadt, das katholische Loretto-Krankenhaus. Daneben liegt das Lorettobad, ein altes Freischwimmbad mit einem heute noch beliebten „Damenbad“.
Mit der Verlegung der Messe an den Flugplatz im Jahre 2000 und der Bebauung des alten Messegeländes wurde der östliche Teil der Wiehre um 180 Wohneinheiten und ein Einkaufszentrum erweitert.  Das 2004 eröffnete Einkaufszentrum ZO (Zentrum Oberwiehre) beherbergt eine Vielzahl an Geschäften, Dienstleistern und gastronomischen Betrieben. In dem und um das Einkaufszentrum finden ein Wochenmarkt und regelmäßig Veranstaltungen wie Floh- und Künstlermärkte statt. Die Stadtbahnhaltestelle am früheren Messplatz heißt heute Alter Messplatz.
Im „Alten Wiehrebahnhof“ befindet sich ein kleines Kulturzentrum, in dem das Kommunale Kino untergebracht ist, das wegen seines Programms schon mehrfach ausgezeichnet wurde. Seit 2003 ist auch das Literatur-Forum Südwest hier untergebracht. Zweimal wöchentlich wird um den „Alten Wiehrebahnhof“ ein Markt abgehalten; sonst wird der Platz gerne von Boule-Spielern als Spielgelände genutzt.
Nicht weit entfernt an der Ecke Dreikönig-/Peter-Sprung-Straße findet man seit 2011 an schönen Tagen von 12 bis 18 Uhr die Kaffee-Kiste, eine mobile Kaffeebar auf einer Piaggio Ape.
Die unter Denkmalschutz stehende Stadthalle wurde 1954 errichtet.

#### Haus der Jugend
Ebenfalls unter Denkmalschutz steht das von Friedrich Bauer entworfene und 1966 eröffnete Haus der Jugend in der Uhlandstraße. Beim Aushub der Baugrube auf dem Gelände der früheren Uhland-Säge, einer wasserbetriebenen Brennholzsäge, fand man in einem alten Brunnenschacht zahlreiche Tonschälchen, die 1770 zu Beleuchtung der Festarchitektur beim Brautzug von Marie Antoinette dienten. Der 4,1 Millionen D-Mark teure Bau hat im Foyer ein großes Wandmosaik vom damals 23-jährigen Künstler Helmut Lutz, zu dem er Steine des dort fließenden Mühlbaches verwendete. Auch der Innenhof wurde von ihm gestaltet. Nach vier Jahren der Renovierung wurde das Haus im Herbst 2021 unter Anwesenheit von Helmut Lutz mit neuem Amphitheater und einer Boulderhalle wieder eröffnete.

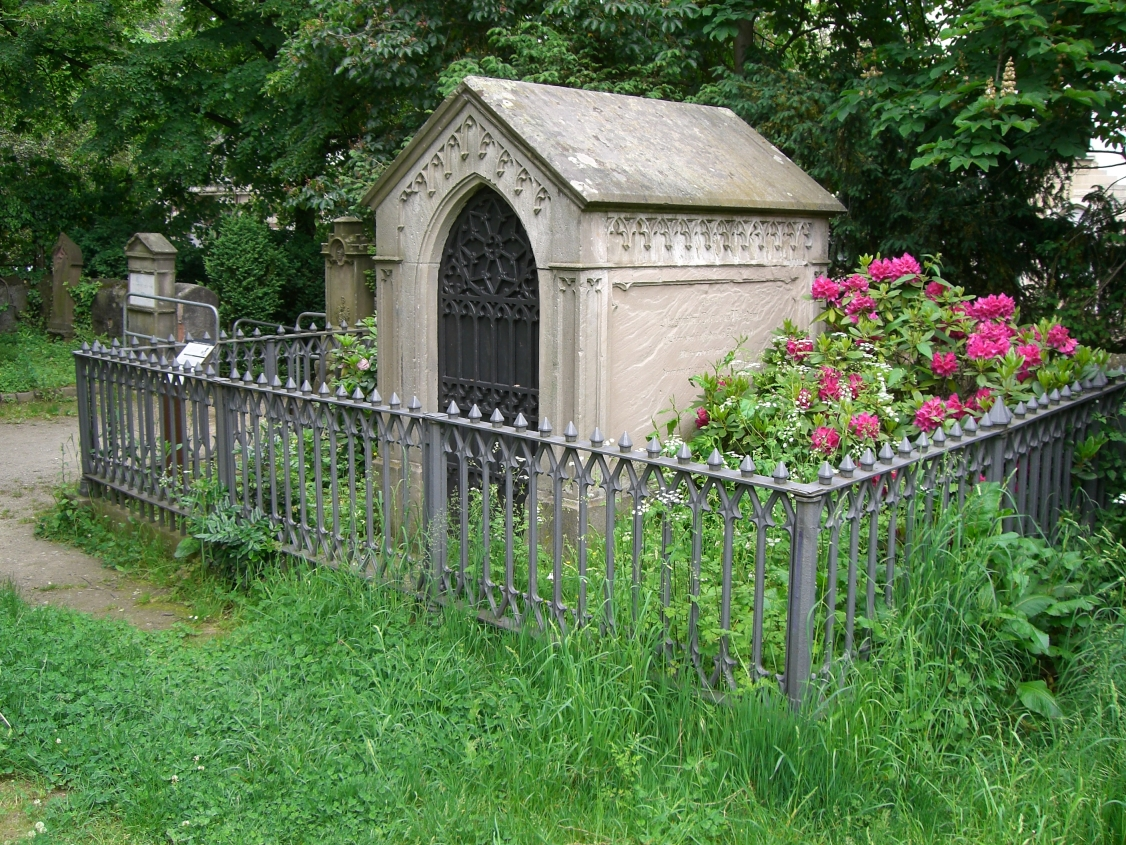
Grabmal Dortu

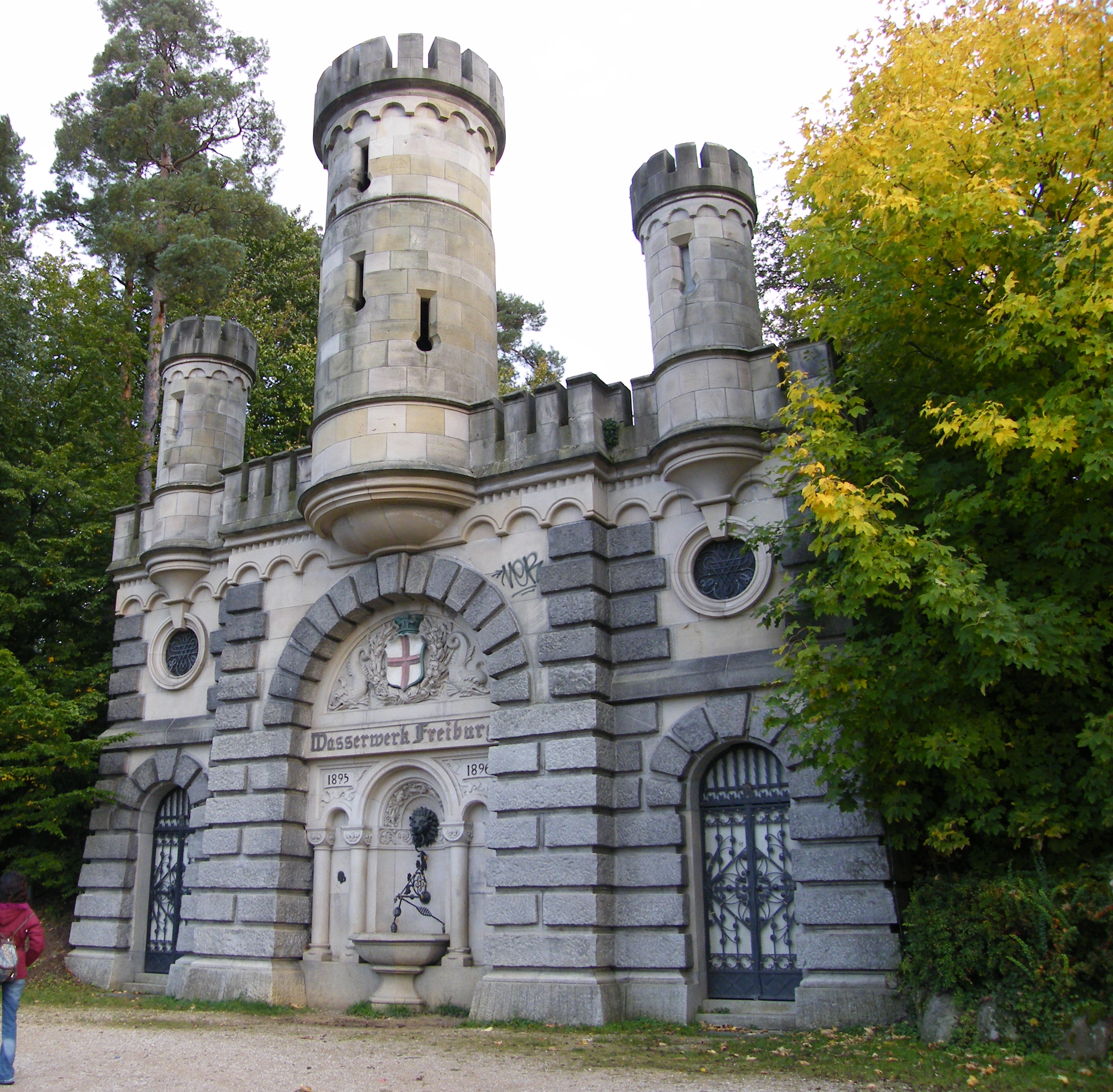
Wasserschlössle

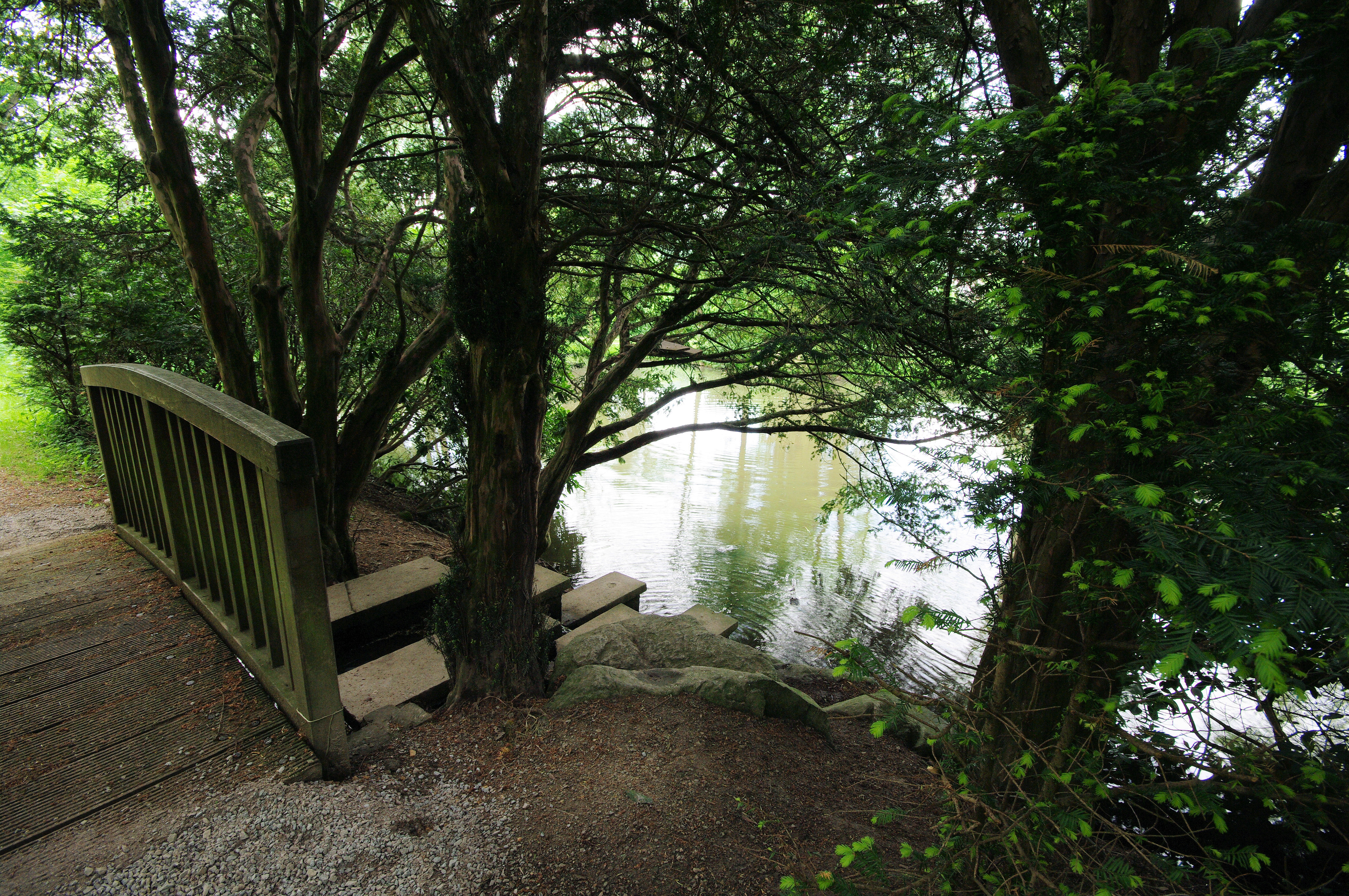
An den Deicheleweihern

## Wissenswert
Am 31. Juli 1849 richtete auf dem Wiehre-Friedhof ein preußisches Erschießungskommando Johann Maximilian Dortu hin, einen Teilnehmer der Badischen Revolution aus Potsdam, und wenig später die Revolutionäre Friedrich Neff aus Rümmingen und Gebhard Kromer aus Bombach. Das Dortu-Grabmal auf dem ehemaligen Friedhof, der ansonsten jetzt als Kinderspielplatz genutzt wird, erinnert bis heute daran. Seit 2004 findet dort jedes Jahr am 31. Juli eine Gedenkfeier statt.
Der Gerwigplatz vor dem neuen Bahnhof Freiburg-Wiehre ist Robert Gerwig gewidmet – dem Erbauer der Höllentalbahn.

### Wasserschlössle
Hauptartikel: Freiburger Wasserschlössle
Oberhalb der Wiehre, auf dem Bromberg, gibt es einen als „Schlössle“ getarnten Wasserhochbehälter mit Ausblick auf die Stadt. Die Architektur des 1896 vollendeten Wasserschlössles ist einer Variante des Freiburger Stadtsiegels nachempfunden, das in dieser Form auch einige Kanaldeckel schmückt. Dass der Bromberg bereits davor zur Wasserversorgung genutzt wurde, offenbart auch sein Name, der sich auf Bronnen bezieht, einen veralteten Begriff für Brunnen.

### Deicheleweiher
Eine lange Geschichte haben die „Deicheleweiher“, zwei höhenversetzt nebeneinanderliegende Weiher; hier wurden seit dem Mittelalter Nadelholzstämme im Wasser gelagert, die zu Deicheln aufgebohrt werden sollten; auch die Deicheln selbst wurden bis zu ihrer Verwendung als Wasserleitung dort im Wasser gelagert. Das Wasserleitungsnetz aus hölzernen Wasserrohren war bis ins 19. Jahrhundert in Freiburg in Betrieb. Nach einer Sage soll der Freiburger Klapperstorch die Säuglinge aus dem „Deicheleweiher“ fischen.

## Mit der Wiehre verbundene Persönlichkeiten
- Hermann Aubin (1885–1969), Historiker, wohnte nach dem Zweiten Weltkrieg in der Beethovenstraße 6 im dritten Geschoss
- Georg von Below (1858–1927), Historiker, wohnte in der Johann-von-Weerth-Straße 6
- Eduard Stritt (1870–1937), Glasmaler, wohnte in der Mercystraße 2
- Walter Benjamin (1892–1940), Philosoph, Übersetzer und Schriftsteller, wohnte in seiner Studienzeit in der Kirchstraße 49
- Maximilian Dortu (1826–1849), Revolutionär, wurde auf dem alten Wiehre-Friedhof (Erwinstraße) hingerichtet und ist dort auch begraben
- Josef Fleckenstein (1919–2004), Mediävist, wohnte in den 1950er Jahren in der Lorettostraße 27
- Friedrich August von Hayek (1899–1992), Professor für Wirtschaftswissenschaften und Nobelpreisträger, lebte während seiner Freiburger Zeit an der Urachstraße/Ecke Hildastraße
- Hermann Heimpel (1901–1988), Historiker, wohnte in der Erwinstraße 66
- Edmund Husserl (1859–1938), Philosoph, wohnte in der Lorettostraße 40
- Friedrich Richard Krauel (1848–1918), Diplomat, wohnte in der Mercystraße 8
- Alfred Nissle (1874–1965), Mediziner, wohnte in der Erwinstraße 95
- Christian Nußbaum (1888–1939), SPD-Landtagsabgeordneter, wohnte in der Sternwaldstraße 1, später in der Landsknechtstraße 9
- Reinhold Schneider (1903–1958), Schriftsteller, wohnte in der Mercystraße 2
- Walter-Herwig Schuchhardt (1900–1976), Archäologe, wohnte nach dem Zweiten Weltkrieg in der Beethovenstraße 6 im ersten Geschoss
- Hans-Peter Schwarz (* 1934), Professor für Politische Wissenschaft in Hamburg, Köln und Bonn, wohnte in der Bayernstraße 8
- W. G. Sebald (1944–2001), Schriftsteller und Literaturwissenschaftler, wohnte als Student in der Maximilianstraße 15
- Hermann Staudinger (1881–1965), Professor für Chemie und Nobelpreisträger, wohnte in der Lugostraße
- Friedrich Stegmüller (1902–1981), kath. Theologe, wohnte in den 1950er und 1960er Jahren in der Sternwaldstraße 21
- Edith Stein (1891–1942), Philosophin und Frauenrechtlerin, Heilige der katholischen Kirche, wohnte in der Goethestraße 63
- Max Weber (1864–1920), Soziologe, wohnte von 1894 bis 1897 in der Schillerstraße 22
- Bernhard Welte (1906–1983), Professor für Christliche Religionsphilosophie, wohnte viele Jahre in der Oberwiehre
- Joseph Wirth (1879–1956), Politiker (Zentrumspartei), 1921/22 Reichskanzler der Weimarer Republik, lebte zuletzt in ärmlichen Verhältnissen in der Landsknechtstraße
- Engelbert Zaschka (1895–1955), Erfinder und Hubschrauber-Pionier, wohnte nach dem Zweiten Weltkrieg in der Türkenlouisstraße 47